# Błyskoporek cynamonowy

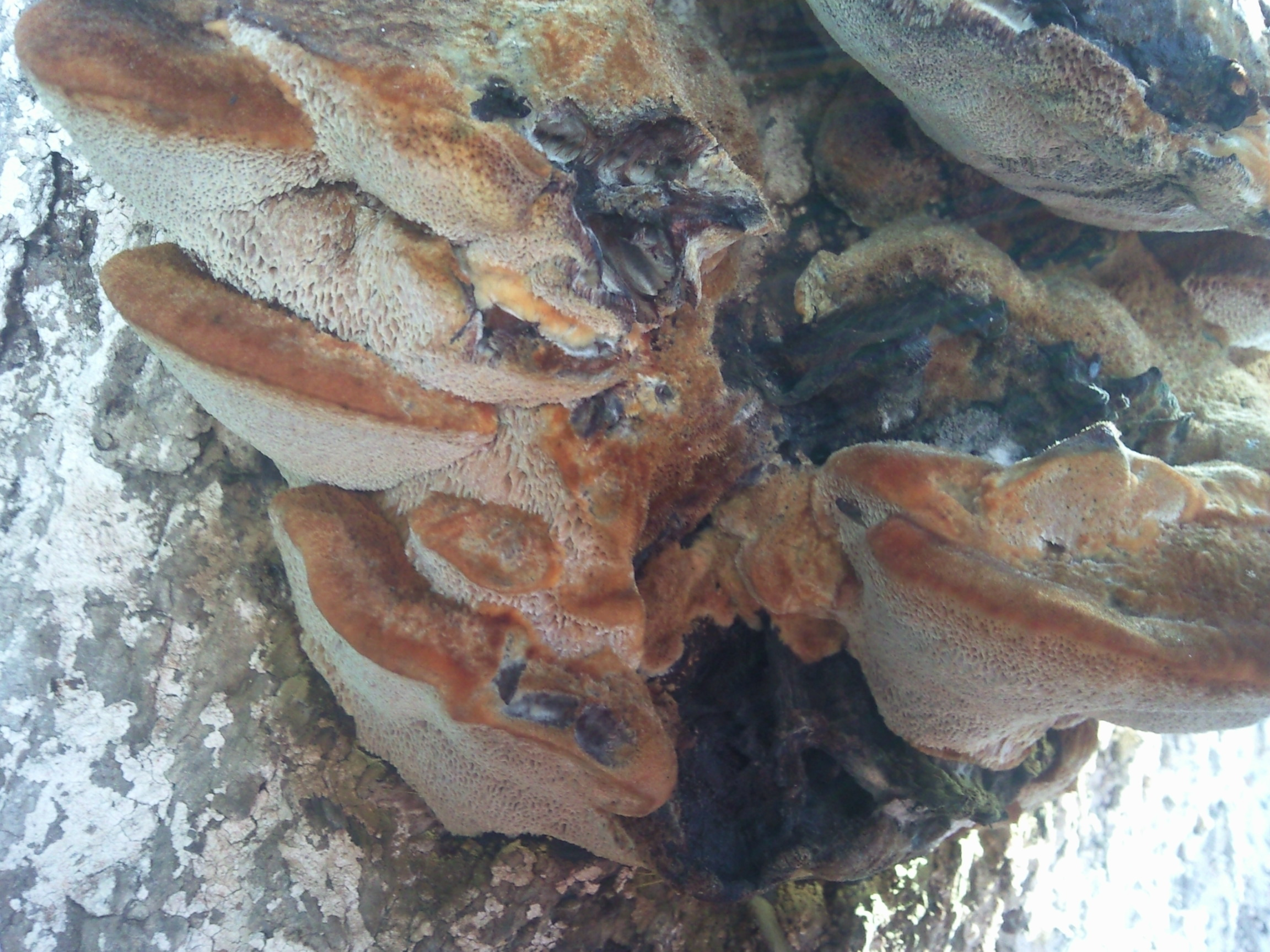

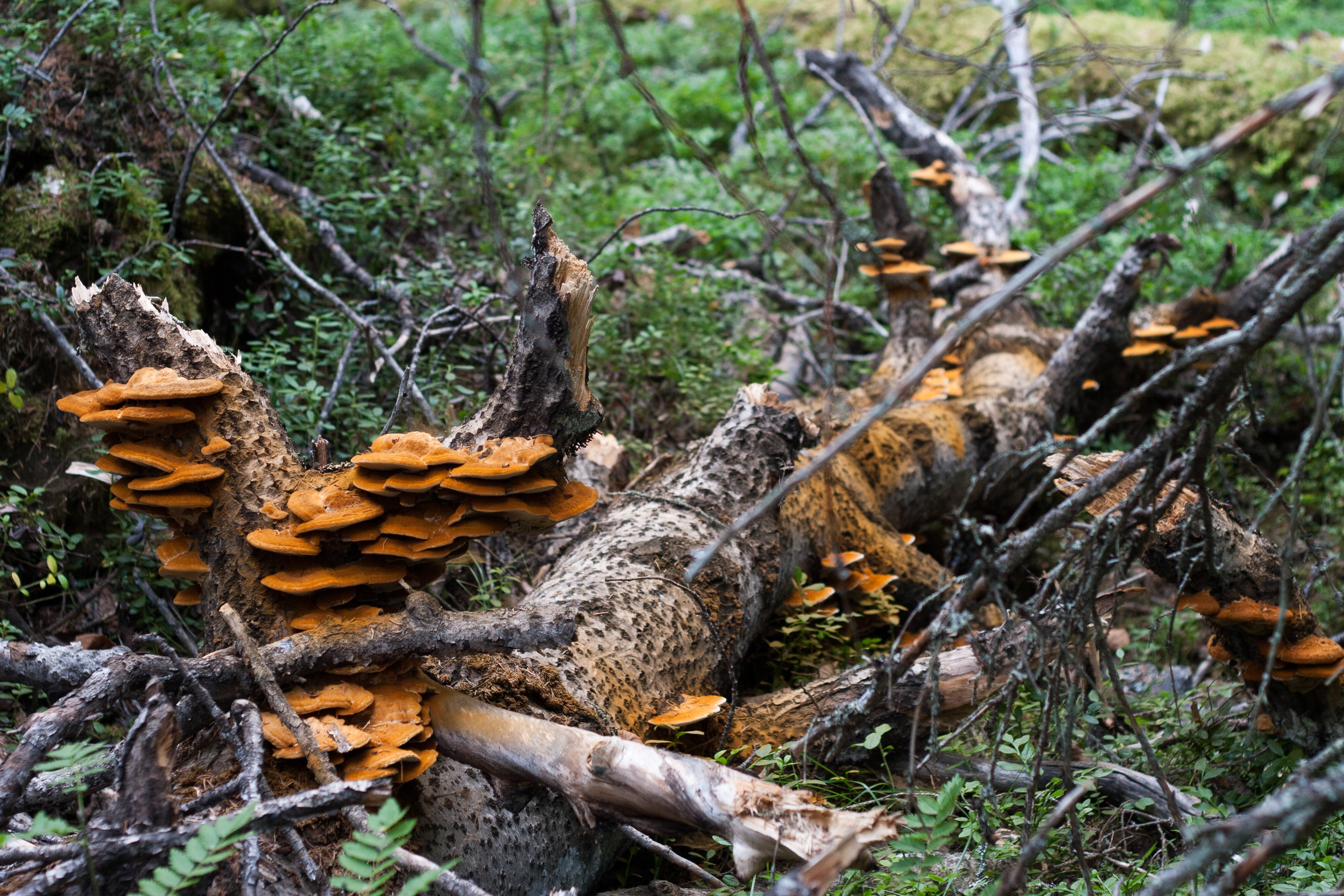

Błyskoporek cynamonowy (Inocutis rheades (Pers.) Fiasson & Niemelä) – gatunek grzybów z rzędu szczeciniakowców (Hymenochaetaceae).

## Systematyka i nazewnictwo
Pozycja w klasyfikacji według Index Fungorum: Inocutis, Hymenochaetaceae, Hymenochaetales, Agaricomycetidae, Agaricomycetes, Agaricomycotina, Basidiomycota, Fungi.
Takson ten w 1852 r. opisał Christiaan Hendrik Persoon, nadając mu nazwę Polyporus rheades. Obecną, uznaną przez Index Fungorum nazwę nadali mu J.-L.F. Fiasson i Tuomo Niemelä w 1941 r.
Synonimy:
- Hemidiscia rheades (Pers.) Lázaro Ibiza 1916
- Inodermus rheades (Pers.) Quél. 1886
- Inonotus rheades (Pers.) Bondartsev & Singer 1941
- Phylloporia rheades (Pers.) Teixeira 1992
- Polyporus rheades Pers. 1825
- Polystictus rheades (Pers.) Bigeard & H. Guill. 1913
- Xanthochrous rheades (Pers.) Pat. 1897

W 1951 r. Henryk Orłoś nadał mu polską nazwę hubczak lisi, w 1967 r. Stanisław Domański włóknouszek cynamonowy, a Władysław Wojewoda w 2003 r. błyskoporek cynamonowy. Wszystkie te nazwy stały się niespójne z aktualną nazwą naukową.

## Morfologia
Owocniki
Jednoroczne, siedzące lub rozpostarto-odgięte o szerokości do 8 cm i grubości do 3 cm. Górna powierzchnia bladożółtobrązowa, początkowo owłosiona, czasami z rdzawym nalotem zarodników, z wiekiem czerniejąca i naga. Brzeg jednobarwny, często cienki i podgięty. Hymenofor początkowo bladożółtobrązowy, z wiekiem staje się ciemnoczerwonawobrązowy. Pory kanciaste, w liczbie 2–4 na mm, z cienkimi i poszarpanymi ostrzami. Kontekst włóknisty, jasno żółtawobrązowy, błyszczący, z wiekiem staje się ciemniejszy i rdzawobrązowy. Jest lekko strefowany, z twardym ziarnistym rdzeniem złożonym z brązowej tkanki z przemieszanymi drobinkami białej tkanki. Ma grubość do 2 cm. Warstwa rurek o grubości do 1 cm, wyraźna, w tym samym kolorze co kontekst. Wysyp zarodników rdzawobrązowy.
Cechy mikroskopowe
System strzępkowy monomityczny. Strzępki o barwie od bladożółtawej do ciemnoczerwonobrązowej, cienkościenne i grubościenne, ułożone równolegle, o średnicy 3–7 µm. Strzępki ziarnistego rdzenia bladożółtawe, o średnicy 2–3 µm, pozostałe ciemnoczerwono-brązowe, grubościenne, o średnicy do 10 µm. W hymenium brak szczecinek. Podstawki maczugowate, 14–16 × 5–6 µm, zwykle przesłonięte masą zarodników. Bazydiospory jajowate do szeroko elipsoidalnych, często spłaszczone z jednej strony, jasnozłotobrązowe, 5–6 × 3,5–4 µm.

## Występowanie i siedlisko
Występuje w Kanadzie, Europie, Azji, Australii i Nowej Zelandii. W Polsce gatunek rzadki. W. Wojewoda w 2003 r. przytacza 7 stanowisk. Znajduje się na Czerwonej liście roślin i grzybów Polski. Ma status R – gatunek potencjalnie zagrożony z powodu ograniczonego zasięgu geograficznego i małych obszarów siedliskowych. Znajduje się na listach gatunków zagrożonych także w Niemczech i Holandii.
Grzyb nadrzewny, huba, saprotrof i słaby pasożyt (tzw. pasożyt ranowy). Występuje w lasach liściastych i mieszanych na martwych lub zamierających pniach drzew liściastych. W Polsce notowany na olszach, brzozach, bukach, topolach i dębach. Powoduje zgniliznę pstrą drewna. Drzewa infekuje poprzez rany.